# Saison 4 de Drôles de dames
Chronologie
Saison 3 Saison 5
La saison 4 de Drôles de dames est composée de 26 épisodes de 45 minutes.
Cette saison est fragilisée par le départ de la belle et pétillante brune, Sabrina Duncan (Kate Jackson), mais fut marquée par l'arrivée de la blonde élégante, Tiffany Welles, venue de Boston.
Pour ce rôle, Michelle Pfeiffer fut auditionnée mais le rôle fut attribué à Shelley Hack qui eut la lourde tâche de succéder à Kate Jackson. 
Cette saison marque le retour de Jill Munroe (Farrah Fawcett) pour quelques épisodes.

## Distribution

### Acteurs principaux
- Jaclyn Smith (VF : Évelyne Séléna) : Kelly Garrett
- Cheryl Ladd (VF : Céline Monsarrat) : Kris Munroe
- Shelley Hack (VF : Anne Kerylen) : Tiffany Welles
- David Doyle (VF : Philippe Dumat) : John Bosley
- John Forsythe (VF : Jean Berger) : Charles « Charlie » Townsend
- Farrah Fawcett (VF : Béatrice Delfe) : Jill Munroe (Invitée épisodes 6, 9 et 21)

## Liste des épisodes

### Épisode 1:Ces dames s'amusent -1repartie
- États-Unis : 12 septembre 1979 sur ABC

### Épisode 2:Ces dames s'amusent -2epartie
- États-Unis : 12 septembre 1979 sur ABC

### Épisode 3:Ces dames prennent la route
- États-Unis : 19 septembre 1979 sur ABC

### Épisode 4:La vengeance de ces dames
- États-Unis : 26 septembre 1979 sur ABC

### Épisode 5:Vive la mariée
- États-Unis : 3 octobre 1979 sur ABC

### Épisode 6:Une vie de chien
- États-Unis : 24 octobre 1979 sur ABC

### Épisode 7:La cage aux dames
- États-Unis : 31 octobre 1979 sur ABC

### Épisode 8:Double jeu
- États-Unis : 7 novembre 1979 sur ABC

### Épisode 9:Le prince et ces dames
- États-Unis : 14 novembre 1979 sur ABC

### Épisode 10:Ça roule pour les filles!
- États-Unis : 21 novembre 1979 sur ABC

### Épisode 11:Ah, les chères études!
- États-Unis : 28 novembre 1979 sur ABC

### Épisode 12:La grande chasse
- États-Unis : 5 décembre 1979 sur ABC

### Épisode 13:Une croisière en or
- États-Unis : 12 décembre 1979 sur ABC

### Épisode 14:Ces dames en voient de drôles
- États-Unis : 2 janvier 1980 sur ABC

### Épisode 15:Il faut savoir tout faire
- États-Unis : 9 janvier 1980 sur ABC

### Épisode 16:Mais qui a disparu?
- États-Unis : 16 janvier 1980 sur ABC

### Épisode 17:L'ange déchu
- États-Unis : 23 janvier 1980 sur ABC

### Épisode 18:Qu'on est bien chez soi
- États-Unis : 30 janvier 1980 sur ABC

### Épisode 19:Dans la danse
- États-Unis : 6 février 1980 sur ABC

### Épisode 20:Harrigan
- États-Unis : 20 février 1980 sur ABC

### Épisode 21:Une dame manque à l'appel
- États-Unis : 27 février 1980 sur ABC

### Épisode 22:En Deux Temps Trois Mouvements
- États-Unis : 5 mars 1980 sur ABC

### Épisode 23:Piège en Trois Dimensions
- États-Unis : 12 mars 1980 sur ABC

### Épisode 24:Triple Mixte
- États-Unis : 2 avril 1980 sur ABC

### Épisode 25:Problèmes de cœur -1repartie
- États-Unis : 30 avril 1980 sur ABC

### Épisode 26:Problèmes de cœur -2epartie
- États-Unis : 7 mai 1980 sur ABC